# Ken Oosterbroek
Ken Oosterbroek, né le 14 février 1963 à Johannesbourg et mort le 18 avril 1994 à Thokoza, est un photographe et photojournaliste sud-africain.

## Biographie
À la fin des années 1980, Ken fonda avec Joao Silva, Kevin Carter et Greg Marinovich le Bang-Bang Club, un célèbre groupe de photoreporters en Afrique du Sud. Ceux-ci se donnaient entre autres pour mission de dénoncer par l'image l'apartheid qui sévissait alors dans le pays, ce qui leur valut de nombreux ennuis politiques et personnels. 
Ken Oosterbroek travaillait comme photographe en chef du journal The Star, principal quotidien d'Afrique du Sud. Il obtint de nombreux prix en Afrique du Sud et dans le monde, notamment des prix World Press Photo. En 1989, il reçut sa première récompense, l'Ilford Award (Prix du Photographe de Presse Sud-Africain de l'Année), pour laquelle il fut nommé trois fois.
Proche de l'ANC, c'est en couvrant avec son ami Greg Marinovich un affrontement entre des manifestants membres de ce parti et des agents des forces de l’ordre gouvernementales — de la National Peacekeeping Force (NPKF) — dans le township de Thokoza (à environ 25 km de Johannesburg) que Ken Oosterbroek fut tué par une balle tirée par un agent de la NPKF, quelques jours avant les premières élections libres en Afrique du Sud, en 1994.
À la fin de sa lettre d'adieu, son ami Kevin Carter écrivit juste avant de se suicider la même année : « [...] si j'ai cette chance-là, je vais retrouver Ken ».